# Coppa Europa di skeleton 2018
La Coppa Europa di skeleton 2018 è stata l'edizione 2017/2018 del circuito continentale europeo dello skeleton, manifestazione organizzata dalla Federazione Internazionale di Bob e Skeleton; è iniziata l'11 novembre 2017 a Lillehammer, in Norvegia e si è conclusa il 19 gennaio 2018 a Innsbruck, in Austria. Vennero disputate sedici gare: otto per le donne e altrettante per gli uomini in cinque differenti località.
Le classifiche generali al termine della stagione hanno concorso anche all'assegnazione dei titoli europei juniores 2018, prima edizione della rassegna continentale di categoria.
Vincitori dei trofei, conferiti agli atleti classificatisi per primi nel circuito, sono stati la britannica Brogan Crowley nel singolo femminile e il lettone Krists Netlaus in quello maschile.

## Calendario
| Località    | Data                | Donne | Uomini |
| ----------- | ------------------- | ----- | ------ |
| Lillehammer | 11-12 novembre 2017 | ●●    | ●●     |
| Winterberg  | 17-18 novembre 2017 | ●●    | ●●     |
| La Plagne   | 15-16 dicembre 2018 | ●●    | ●●     |
| Altenberg   | 12 gennaio 2018     | ●     | ●      |
| Innsbruck   | 19 gennaio 2019     | ●     | ●      |
| Totale      | Totale              | 8     | 8      |

## Risultati

### Donne
| Data             | Località    | Prime classificate           | Seconde classificate         | Terze classificate            |
| ---------------- | ----------- | ---------------------------- | ---------------------------- | ----------------------------- |
| 11 novembre 2017 | Lillehammer | Eleanor Furneaux Regno Unito | Brogan Crowley Regno Unito   | Agathe Bessard Francia        |
| 12 novembre 2017 | Lillehammer | Eleanor Furneaux Regno Unito | Brogan Crowley Regno Unito   | Hannah Stevenson Regno Unito  |
| 17 novembre 2017 | Winterberg  | Brogan Crowley Regno Unito   | Corinna Leipold Germania     | Maria Marinela Mazilu Romania |
| 18 novembre 2017 | Winterberg  | Corinna Leipold Germania     | Alina Tararyčenkova Russia   | Brogan Crowley Regno Unito    |
| 15 dicembre 2017 | La Plagne   | Eleanor Furneaux Regno Unito | Kimberley Murray Regno Unito | Brogan Crowley Regno Unito    |
| 16 dicembre 2017 | La Plagne   | Alina Tararyčenkova Russia   | Brogan Crowley Regno Unito   | Alena Frolova Russia          |
| 12 gennaio 2018  | Altenberg   | Susanne Kreher Germania      | Corinna Leipold Germania     | Alina Tararyčenkova Russia    |
| 19 gennaio 2018  | Innsbruck   | Alina Tararyčenkova Russia   | Sophia Griebel Germania      | Anastasija Trufanova Russia   |

### Uomini
| Data             | Località    | Primi classificati          | Secondi classificati        | Terzi classificati         |
| ---------------- | ----------- | --------------------------- | --------------------------- | -------------------------- |
| 11 novembre 2017 | Lillehammer | Craig Thompson Regno Unito  | Krists Netlaus Lettonia     | Samuel Maier Austria       |
| 12 novembre 2017 | Lillehammer | Krists Netlaus Lettonia     | Samuel Maier Austria        | Craig Thompson Regno Unito |
| 17 novembre 2017 | Winterberg  | Martin Rosenberger Germania | Fabian Küchler Germania     | Felix Seibel Germania      |
| 18 novembre 2017 | Winterberg  | Fabian Küchler Germania     | Martin Rosenberger Germania | Felix Seibel Germania      |
| 15 dicembre 2017 | La Plagne   | Krists Netlaus Lettonia     | Evgenij Rukosuev Russia     | Artem Drozdov Russia       |
| 16 dicembre 2017 | La Plagne   | Krists Netlaus Lettonia     | Evgenij Rukosuev Russia     | Artem Drozdov Russia       |
| 12 gennaio 2018  | Altenberg   | Martin Rosenberger Germania | Fabian Küchler Germania     | Dominic Rady Germania      |
| 19 gennaio 2018  | Innsbruck   | Evgenij Rukosuev Russia     | Artem Drozdov Russia        | Konstantin Choroško Russia |

## Classifiche

### Donne
| Pos. | Nome atleta          | Nazione     | LIL-1 | LIL-2 | WIN-1 | WIN-2 | LAP-1 | LAP-2 | ALT | INN | Punti |
| ---- | -------------------- | ----------- | ----- | ----- | ----- | ----- | ----- | ----- | --- | --- | ----- |
| 1    | Brogan Crowley       | Regno Unito | 2     | 2     | 1     | 3     | 3     | 2     | 4   | 4   | 480   |
| 2    | Alina Tararyčenkova  | Russia      | 7     | 8     | 5     | 2     | DSQ   | 1     | 3   | 1   | 389   |
| 3    | Eleanor Furneaux     | Regno Unito | 1     | 1     | 8     | 6     | 1     | 13    | DNS | -   | 327   |
| 4    | Marija Surovceva     | Russia      | 5     | 4     | 10    | 11    | 4     | 5     | 11  | 11  | 312   |
| 5    | Agathe Bessard       | Francia     | 3     | 5     | 20    | 15    | 8     | 6     | 5   | 7   | 293   |
| 6    | Anastasija Trufanova | Russia      | 6     | 6     | 9     | 13    | 11    | 10    | 12  | 3   | 285   |
| 7    | Endija Tērauda       | Lettonia    | 9     | 7     | 15    | 17    | 6     | 8     | 7   | 16  | 246   |
| 8    | Dārta Zunte          | Lettonia    | 8     | 9     | 18    | 19    | 10    | 9     | 13  | 17  | 210   |
| 9    | Corinna Leipold      | Germania    | -     | -     | 2     | 1     | -     | -     | 2   | -   | 205   |
| 10   | Kellie Delka         | Stati Uniti | 11    | 11    | 6     | 9     | 9     | 11    | -   | -   | 198   |

### Uomini
| Pos. | Nome atleta          | Nazione     | LIL-1 | LIL-2 | WIN-1 | WIN-2 | LAP-1 | LAP-2 | ALT | INN | Punti |
| ---- | -------------------- | ----------- | ----- | ----- | ----- | ----- | ----- | ----- | --- | --- | ----- |
| 1    | Krists Netlaus       | Lettonia    | 2     | 1     | 5     | 6     | 1     | 1     | 6   | 8   | 451   |
| 2    | Konstantin Choroško  | Russia      | 4     | 4     | 8     | 7     | 4     | 4     | 7   | 3   | 367   |
| 3    | Artem Drozdov        | Russia      | 5     | 6     | 10    | 10    | 3     | 3     | 8   | 2   | 360   |
| 4    | Samuel Maier         | Austria     | 3     | 2     | 9     | 13    | 5     | 6     | 9   | 6   | 339   |
| 5    | Craig Thompson       | Regno Unito | 1     | 3     | 4     | 4     | -     | -     | -   | 3   | 275   |
| 6    | Stephen Garbett      | Stati Uniti | 7     | 12    | 11    | 12    | 6     | 9     | 11  | 14  | 252   |
| 7    | Martin Rosenberger   | Germania    | -     | -     | 1     | 2     | -     | -     | 1   | 9   | 249   |
| 8    | Ališer Mamedov       | Russia      | 13    | 8     | 7     | 9     | 8     | 4     | 12  | -   | 248   |
| 9    | Alexander Schlintner | Austria     | 6     | 5     | 15    | 15    | 10    | 10    | 10  | 19  | 239   |
| 10   | Evgenij Rukosuev     | Russia      | -     | -     | -     | -     | 2     | 2     | -   | 1   | 205   |
| 10   | Fabian Küchler       | Germania    | -     | -     | 2     | 1     | -     | -     | 2   | -   | 205   |